# Michele Andreolo
Miguel Ángel Andriolo Frodella v Itálii znám jako Michele Andreolo, (6. září 1912, Montevideo, Uruguay – 15. května 1981, Potenza, Itálie) byl uruguaysko-italský fotbalista. Hrával na pozici obránce.
Fotbalovou kariéru začal v klubu Nacional v roce 1932. Byl součástí základní sestavy ve finále Uruguayské ligy proti Peñarolu v roce 1934. Díky hráči Fedullovi (hráč Boloně), který navštívil nemocného otce do Uruguaye v roce 1935 se při návratu zpět do Itálie rozhodne vzít i tehdy 23letého Miguela. A hned vyhrál v sezoně 1935/36 titul. Tituly si ještě zopakoval třikrát (1936/37, 1938/39, 1940/41). Kariéru zakončil ve Forli.
Za uruguayskou reprezentací získal zlato na CA 1935 i když neodehrál žádné utkání a s italskou reprezentací vyhrál MS 1938. Na tomto šampionátu byl federací FIFA zařazen i do all-stars týmu. Celkem za národní tým odehrál 26 utkání, v nichž vstřelil jednu branku.
Po fotbalové kariéře se stal nakrátko i trenérem když vedl Marsalu a Taranto.

## Hráčská statistika
| Sezóna  | Klub    | Liga      | Liga   | Liga | Ligové poháry | Ligové poháry | Ligové poháry | Kontinentální poháry | Kontinentální poháry | Kontinentální poháry | Celkem | Celkem |
| Sezóna  | Klub    | Soutěž    | Zápasy | Góly | Soutěž        | Zápasy        | Góly          | Soutěž               | Zápasy               | Góly                 | Zápasy | Góly   |
| ------- | ------- | --------- | ------ | ---- | ------------- | ------------- | ------------- | -------------------- | -------------------- | -------------------- | ------ | ------ |
| 1935/36 | Bologna | Serie A   | 30     | 4    | IP            | 2             | 0             | Stř.P                | ?                    | ?                    | 32+    | 4+     |
| 1936/37 | Bologna | Serie A   | 25     | 6    | IP            | 1             | 0             | Stř.P                | ?                    | ?                    | 26+    | 6+     |
| 1937/38 | Bologna | Serie A   | 28     | 2    | IP            | 3             | 0             | -                    | 0                    | 0                    | 31     | 2      |
| 1938/39 | Bologna | Serie A   | 29     | 5    | IP            | 1             | 0             | Stř.P                | ?                    | ?                    | 30+    | 5+     |
| 1939/40 | Bologna | Serie A   | 22     | 2    | IP            | 2             | 0             | -                    | 0                    | 0                    | 24     | 2      |
| 1940/41 | Bologna | Serie A   | 20     | 2    | IP            | 4             | 0             | -                    | 0                    | 0                    | 24     | 2      |
| 1941/42 | Bologna | Serie A   | 15     | 1    | IP            | 1             | 0             | -                    | 0                    | 0                    | 16     | 1      |
| 1942/43 | Bologna | Serie A   | 25     | 1    | IP            | 3             | 0             | -                    | 0                    | 0                    | 28     | 1      |
| 1945/46 | Neapol  | 1. divize | 32     | 5    | -             | 0             | 0             | -                    | 0                    | 0                    | 32     | 5      |
| 1946/47 | Neapol  | Serie A   | 33     | 4    | -             | 0             | 0             | -                    | 0                    | 0                    | 33     | 4      |
| 1947/48 | Neapol  | Serie A   | 28     | 2    | -             | 0             | 0             | -                    | 0                    | 0                    | 28     | 2      |
| 1948/49 | Catania | Serie C   | 8      | 0    | -             | 0             | 0             | -                    | 0                    | 0                    | 8      | 0      |
| Celkově | Celkově | Celkově   | 295    | 34   | -             | 17            | 0             | -                    | ?                    | ?                    | 312+   | ?34+   |

## Hráčské úspěchy

### Klubové
- 4× vítěz italské ligy (1935/36, 1936/37, 1938/39, 1940/41)

### Reprezentační
- 1x na MS (1938 - zlato)
- 1x na CA (1935 - zlato)
- 1x na MP (1936-1938)

### Individuální
- All Stars Team na 1938